# Schutzverein
Schutzverein (něm. „obranný spolek“) je obecný termín pro německy nacionálně orientovaná občanská sdružení, existující v epoše rozmachu moderního masového nacionalismu (od 60. let 19. století až po druhou svět. válku) v prostoru středovýchodní Evropy, zejména mnohonárodnostní rakousko-uherské monarchie a některých nástupnických států (především ČSR a Polsko). Schutzvereine si kladly za cíl úsilím především na poli školství, kultury a hospodářství chránit nebo bránit svoji národní skupinu před možným zánikem či ústupem z územních a politicko-hospodářských pozic ve prospěch neněmeckých národností. Jejich českým obranným ekvivalentem se staly Národní jednoty a Ústřední matice školská.
Cílem německých nacionálních obranných spolků byla zpočátku ochrana „nacionálních držav“ a německého národa, od 30. let 20. století přibyla idea expanze německého národa. Členskou základnu tvořili především Němci, kteří nesouhlasili s mnohonárodnostním charakterem rakouské monarchie. Po vzniku Československa požadovali právo na sebeurčení, nesouhlasili se začleněním do nové republiky a postupně se přiklonili k nacionálnímu socialismu (nacismu).

## Obranářské aktivity
Spolky hrály v utváření moderní občanské společnosti jeden z nezastupitelných článků veřejného života. V národnostně smíšených oblastech mnohdy přesahovaly svojí aktivitou i činnost politických stran. Praktická práce německých schutzvereinů spočívala v aktivní ochranářské práci (Schutzarbeit). Spolky se zaměřovaly na oblasti ekonomické, sociální, kulturní, vzdělávací či výchovné. Německé obranné spolky přicházely s germánskou mytologií, připomínaly říšsko-německé dějiny, vysvětlovaly osídlení českých zemí germánskými kmeny apod. K Schutzarbeit patřilo pořádání všelijakých veřejných akcí, oslavy germánských svátků, ale i bohatá publikační činnost. Všudypřítomné bylo vyzdvihování velikosti, vyspělosti a významu německého národa v celosvětových dějinách a právo na „německý životní prostor“.

## Německé obranné spolky v českých zemích

### Za Rakouska-Uherska

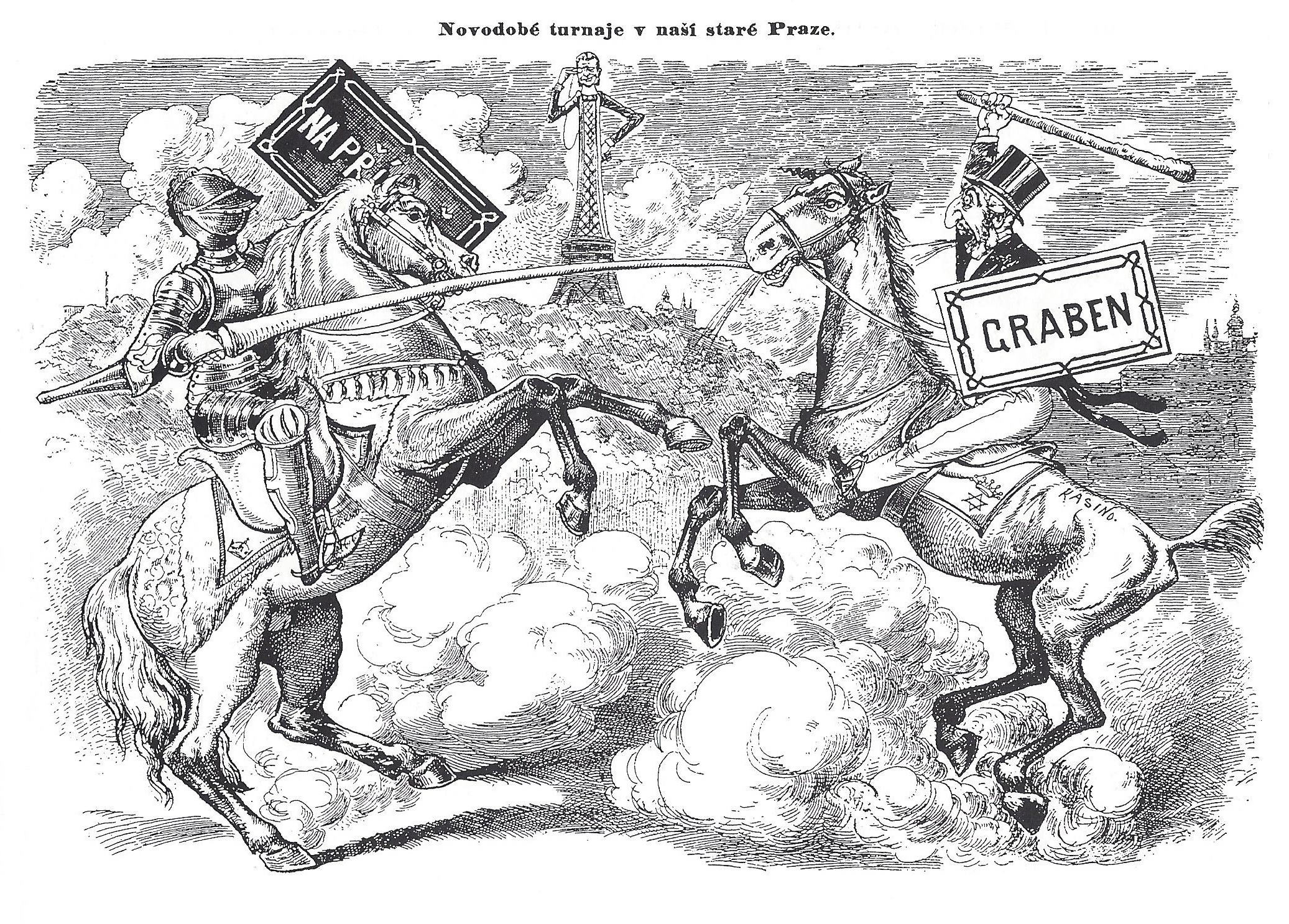
Novodobé turnaje v naší staré Praze (Šípy, 1894). Karikatura boje o nadvládu mezi českým a německo-židovským obyvatelstvem kvůli pojmenování prestižního pražského bulváru Na příkopě / Graben. Dne 11. listopadu 1891 rozhodli radní v Praze o odstranění německých firemních cedulí a uličních názvů, aby byl její český ráz lépe podtržen. Karikatura znázorňuje střet německého bojovníka v podobě Žida (pravá strana) na koni s cedulí „Graben“ a českého rytíře ve svatováclavské zbroji s cedulí „Na příkopě“. Hlava německého nese židovské rysy, nechybí ani židovská hvězda a nápis „Kasino” (název prestižního německého spolku, sídlícího v dnešním Slovanském domě).

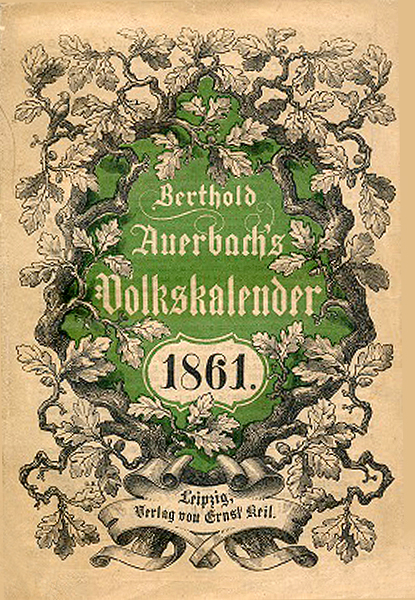
Titulní stránka kalendáře „Berthold Auerbach's Volkskalender” – jedna z typických publikací řady lidových knižnic vydávaných německými obrannými spolky

Na území Rakouska-Uherska se obranářské aktivity ze strany německy mluvícího obyvatelstva začaly objevovat oproti českým později a jejich zakládání stouplo až po vzniku Československa. 
Spolková struktura německých (i konkurenčních českých) spolků v českých zemích byla ovlivněna jak z hlediska národnostního, tak i regionálního. V 80. letech 19. století začaly vznikat nacionální obranné spolky (české a německé), jejichž rozmach nastal hlavně na přelomu 19. a 20. století. Jejich nacionální obrana se postupně radikalizovala.
„Německé a české spolky mezi sebou rozpoutaly oboustranný konkurenční zápas o obsazení stejných pozic (mocenských, hospodářských, sociálních, kulturních) a významně se podílely na utváření konfliktního soužití mezi Němci a Čechy.”
„Jeden za všechny, všichni za jednoho!“, Jitka Balcarová  
Spolky napomáhaly utváření představ o národním nepříteli. Zatímco česká strana ospravedlňovala svůj „národní boj” (Volkstumskampf) domovským právem Čechů a označovala Němce za „hosty” na jejich území, z čehož vycházelo i jejich „právoplatné” počešťování zněmčených území. Německý národnostní boj bazíroval na kulturní převaze germánských kmenů, na vztahu německého národa k půdě a jejich nacionální postoje pramenily ze strachu o německé „nacionální državy“ (Nationaler Besitzstand). Národnostně smíšené regiony v pohraničí, jazykové německé ostrovy a jazyková hranice (Sprachgrenze) se staly centry spolkových svárů. Češi označovali německé spolky za útočné, pangermánské, nacionalistické či germanizující. Němci vyčítali Čechům panslavismus, cílenou, plánovanou a organizovanou „čechizaci”, ale také politickou orientaci na Francii a Rusko.
Jako první vznikaly vzdělávací a kulturní „völkisch“ spolky (Schul- a Kulturvereine). V době habsburské monarchie založil Franz Xaver Mitterer ve Vídni Deutscher Schulverein (Německý školský spolek, 1880), jehož činnost se zaměřovala nejprve na nejchudší pohraniční oblasti, kde pořádal sbírky, finančně podporoval německé školy a školky, zakládal nové, poskytoval jim nutné vybavení, platil německý školní personál a šířil myšlenku národní pospolitosti. 
K hospodářským obranným spolkům na regionální úrovni patřily německé svazy (Bünde), jejichž hlavním úkolem bylo vytvořit ekonomické podmínky pro rozvoj německého národa. Postupně byly založeny: Deutscher Böhmerwaldbund (České Budějovice, 1884), Bund der Deutschen Nordmährens (Olomouc, 1886), Bund der Deutschen Westböhmens (Plzeň, 1892), Bund der Deutschen in Böhmen (Praha, 1894), Bund der Deutschen Nordwestböhmens (Most, 1894), Bund der Deutschen Ostböhmens (Trutnov, 1894), Nordmark (Opava, 1894) – v roce 1921 přejmenován na Bund der Deutschen Schlesiens – dále Bund der Deutschen im Egerkreis (Cheb, 1895), Bund der Deutschen Südmährens (Znojmo, 1899), Bund der Deutschen der Iglauer Sprachinsel (Jihlava, 1904) a Bund der Deutschen in Mähren (Brno, 1912).
Tělovýchovné spolky sice nebyly původně zřízeny jako obranářské, ale jejich činnost se zaměřovala i na výchovnou činnost, tudíž i Deutscher Turnverband se věnoval podobným oblastem. V roce 1908 začal fungovat zastřešující orgán „Hauptstelle der Schutzarbeit”.

### V 1. ČSR
Po vzniku Československa nemohl spolek se sídlem mimo ČSR fungovat a tak byl 2. listopadu 1919 založen v Praze Deutscher Kulturverband (Německý kulturní svaz). Jeho cílem bylo udržet (ubránit) již založené německé školy a školky, ale hlavně podporovat národně-vzdělávací a osvětovou činnost německého obyvatelstva na území Československa. Prvním předsedou byl zvolen dr. Rudolf Funke. Deutscher Kulturverband provozoval vlastní nakladatelství a v jeho nákladu vycházel mimo hojné německé literatury i jednou měsíčně časopis Volksdienst („Národní služba“), dále finančně pomáhal s časopisy Deutscher Sprachverein („Německý jazykový spolek“) a Volkskalender („Lidový kalendář“).
Po první světové válce svazy podporovaly vznik německých provincií (Deutschböhmen, Sudetenland, Böhmerwaldgau, Deutschsüdmähren) a jejich připojení k Německému Rakousku. Od roku 1934 pracovaly (až na Deutscher Böhmerwaldbund) jako jeden svaz Bund der Deutschen (BdD) a původní regionální svazy se staly župami s hlavním centrem v Teplicích-Šanově. Poválečná práce se zaměřila na „ochranu německé půdy a majetku“, aby německý majetek či podniky neskončily v českých, polských nebo židovských rukách. Propagovaly německé výrobky a svým členům zprostředkovávaly zaměstnání. Vstup do svazu byl umožněn jen árijským Němcům. 
Po roce 1938 byly spolky rozpuštěny.